# Kirche Hl. ehrwürdige Mutter Petka Paraskeva (Nova Pazova)

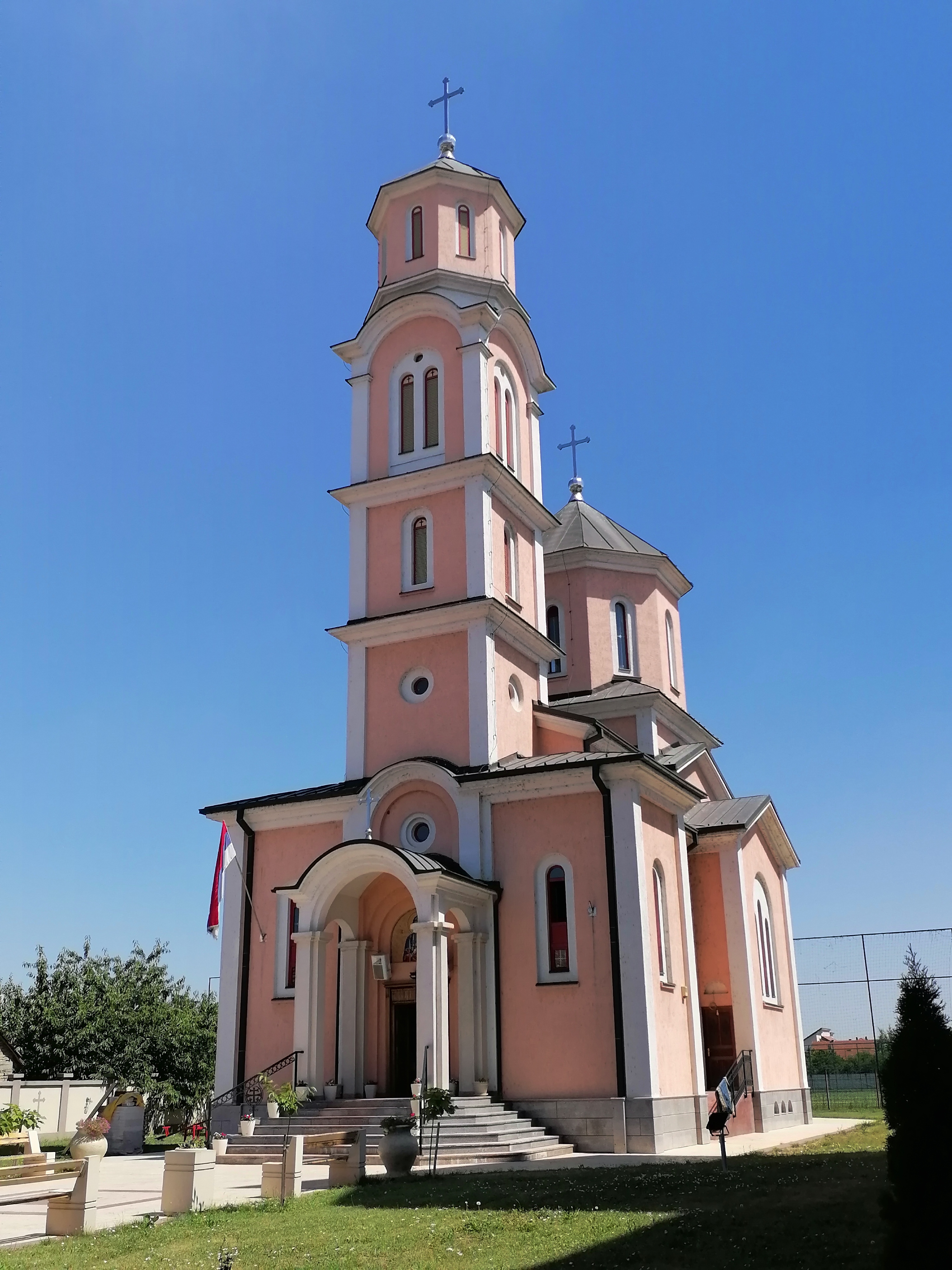
Die Kirche Hl. ehrwürdige Mutter Petka Paraskeva im Ortszentrum

Die Kirche Hl. ehrwürdige Mutter Petka Paraskeva (serbisch: Црква Свете Преподобне мати Петке Параскеве, Crkva Svete Prepodobne mati Petke Paraskeve) in der Siedlung Nova Pazova, ist eine serbisch-orthodoxe Kirche in der nordserbischen autonomen Provinz Vojvodina.
Das von 2004 bis 2007 erbaute Kirchengebäude ist der Hl. ehrwürdigen Mutter Petka Paraskeva geweiht und ist die Pfarrkirche der Pfarrei der Kirche Hl. ehrwürdige Mutter Petka Paraskeva zu Nova Pazova, im Dekanat Stara Pazova, der Eparchie Srem, der Serbisch-Orthodoxen Kirche.

## Lage
Die Kirche steht im Ortszentrum von Nova Pazova an der Hauptstraße der Siedlung: der Ulica Cara Dušana. Die genaue Adresse der Kirche lautet Ulica Cara Dušana Nr. 16. Hinter dem Kirchengebäude hat der örtliche Fußballverein Fk Radnički Nova Pazova seinen Sitz mit mehreren Sportfeldern.
Im dekorativ hergerichteten umzäunten Kirchhof mitsamt einen dreitorigen Eingangsportal, stehen neben der Kirche: eine Kapelle zum Kerzen entzünden mitsamt Kirchenladen, Kirchensaal, Pfarrbüro und Teeküche, ein Kirchenbrunnen sowie ein kleiner Kinderspielplatz.
Auf dem Kirchhofplateau vor der Kirche stehen Sitzbänke und dekorative Blumenvasen und um die Kirche sind Reflektoren platziert, die das Gotteshaus, bei Nacht in Licht hüllen.

## Geschichte

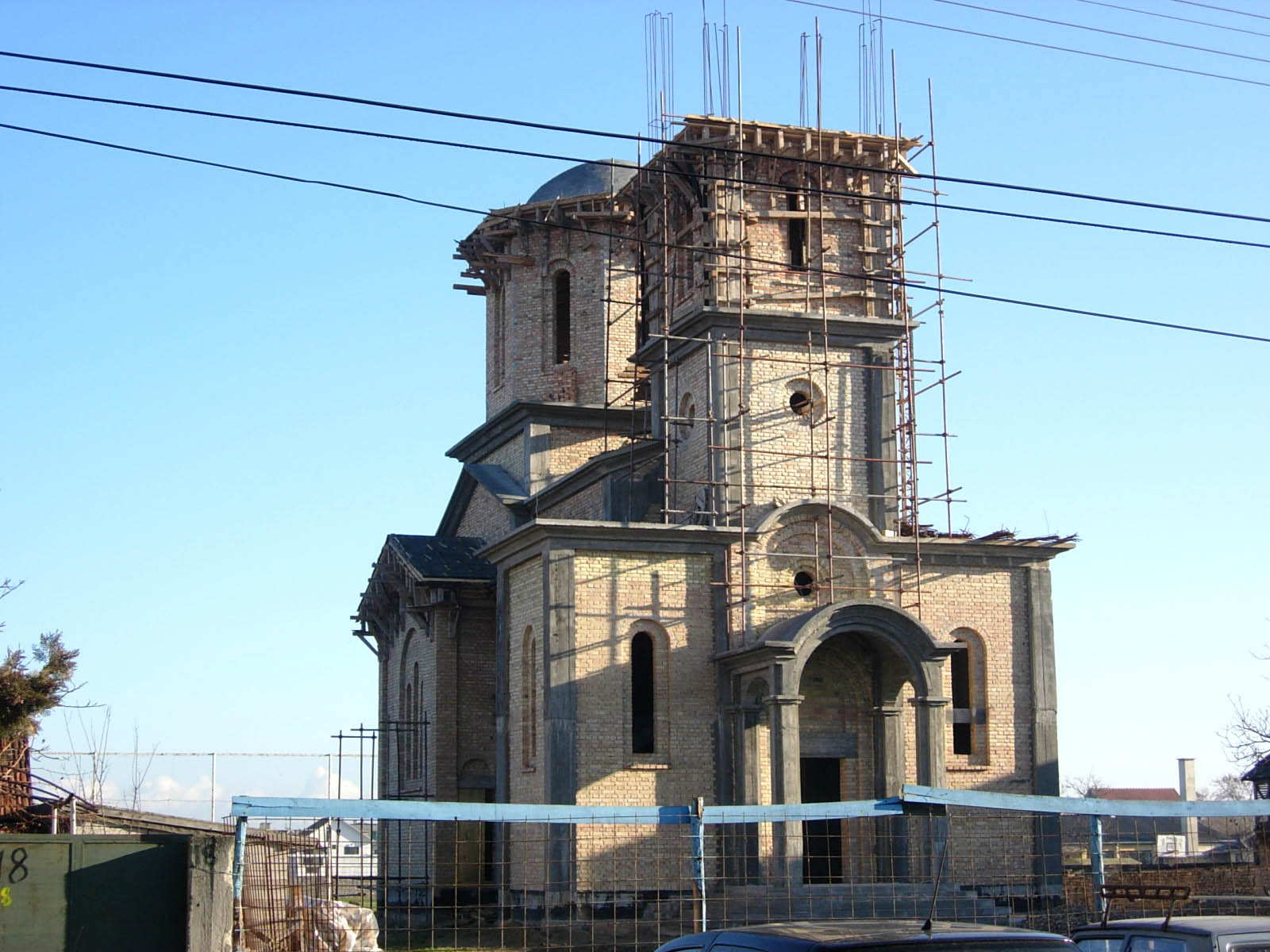
In Bau befindliche Kirche (2006)

2003 wurde das Bauland für das zukünftige Gotteshaus geweiht. 2004 wurde mit dem Bau der Kirche begonnen. Das Kirchengebäude ist architektonisch, der Kirche Hl. Großmärtyrer Zar Lazar des Stadtteils Lazarevo der zweitgrößten bosnisch-herzegowinischen Stadt Banja Luka, nachempfunden. Am 27. Oktober 2004, dem Feiertag der Hl. Petka Paraskeva (nach julianischem Kalender) und der Slava der Kirche, wurden die Kirchenfundamente vom Bischof der Eparchie Srem, Vasilije, geweiht.
Die Rohbauarbeiten wurden im Jahr 2007 abgeschlossen. Die Bauarbeiten übernahm das Bauunternehmen Eloksal aus der westserbischen Stadt Valjevo. Mit Mitteln aus dem Haushalt der lokalen Verwaltung, sowie freiwilligen Beiträgen von Gläubigen, wurde ein prächtiges Kirchengebäude errichtet, mit über sieben Meter hohen Mauern, einem 45,5 Meter hohen Kirchturm und einer 29 Meter hohen Kuppel. In den darauffolgenden Jahren wurden die Außenfassaden der Kirche in Weiß mit roten Farbakzenten bemalt.
Nach der Slava der Kirche am 27. Oktober 2013, wurde dank der materiellen Unterstützung der Opština Stara Pazova, mit dem Gemeindepräsidenten Đorđe Radinović, an erster Stelle, an der West-, Süd- und Nordseite des Kirchhofes ein Betonzaun mit dreitorigen Eingangsportal errichtet, der zusammen mit dem Kirchensockel mit hochwertigen Granit bedeckt wurde. Die Ostseite des Kirchhofes grenzt an das Gelände des Fußballvereins und ist mit einem hohen Netzzaun vor schädlichen Fußbällen geschützt.
Zudem wurde 2013, ein 400 Quadratmeter großer Weg aus gefärbten Beton, um die Kirche angelegt und das Plateau vor der Kirche mit Sitzbänken, Vasen und einem Kirchbrunnen dekoriert. Von 2013 bis 2014 wurde die Außenfassaden der Kirche neu gestrichen.
Die niedrige, kunstvoll geschnitzte Ikonostase, wurde 2010 von Slobodan Marunić und Milorad Jovančić angefertigt. Die Ikonostase wurde von Vidoje Mikavica gestiftet, der 2013 auch den Altartisch aus Granit, spendete. Die in byzantinischer Manier gemalten Ikonen der Ikonostase und eine Fläche von etwa siebzig Quadratmetern des Gewölbes der Altar-Apsis, wurden 2013 vom Ikonenmaler Borislav Živković aus der Stadt Kikinda im Banat, bemalt.
Die drei Kirchglocken mit einem Gewicht von 600, 300 und 150 Kilogramm wurden von Milun Jovanović, Miroslav Trivić und Radovan Milanović gespendet. Der gesamte Granit des Bodens und der Treppe der Kirche, wurde von Šmigo Šmigić bereitgestellt und das Kupfer, mit dem das Kirchengebäude verkleidet ist, ist ein Geschenk von Mihajlo Luković.
Die vier Kirchenkreuze auf dem Kirchturm, der Kuppel, dem Ostende des Kirchenschiffes und dem Säulengestützten Anbau beim Haupteingang, wurden von Milan Turanjanin gestiftet. In der Kirche befindet sich in einem Reliquienschrein ein Gewand aus Iași, in der die Reliquien der Hl. Petka, ein Jahr lang gehüllt, wurden. Auch ein Kirchenchor wurde gegründet.
Seit Februar 2016 wurde das Ausmalen des Kircheninneren mit wertvollen byzantinischen Fresken, unter der Leitung des bekannten Ikonen- und Freskenmalers Gojko Ristanović,  weitergeführt. Von 2016 bis 2017 wurde im westlichen Teil des Kirchhofes beim Eingangsportal, die zweigeschoßige Kapelle erbaut.
Am 2. Februar 2024, wurde mit dem Segen des Bischofs Vasilije, die Kirche mit einer kleinen Kirchenweihe, vom Archimandriten des Mariä-Tempelgang-Klosters in Sremski Karlovci, Kleopa, feierlich geweiht.

## Architektur

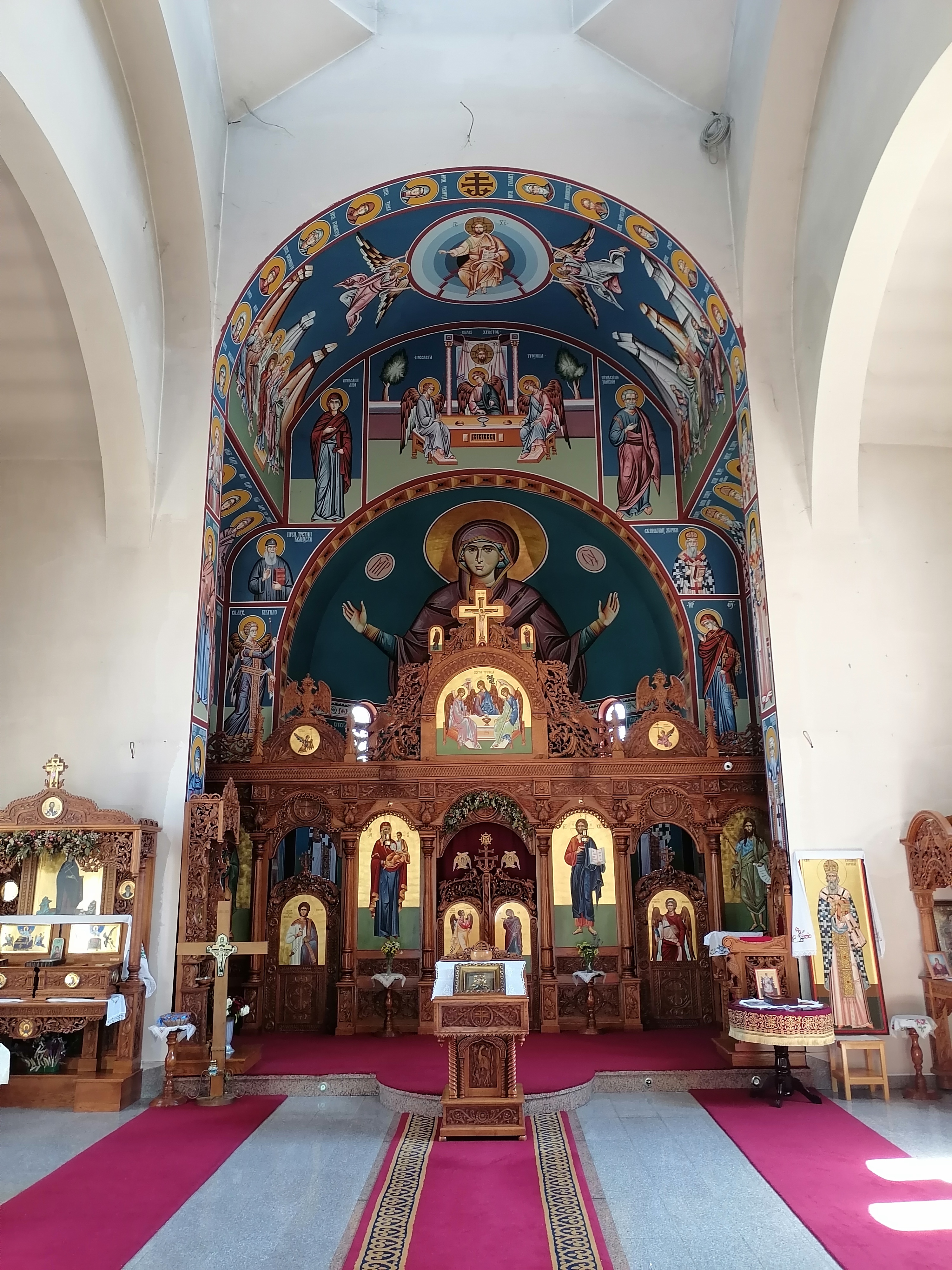
Die Ikonostase und Fresken

Das Kirchengebäude ist in einer modernen Adaption des traditionellen Serbisch-byzantinischen Baustils erbaut worden.
Die einschiffige Kreuzkuppelkirche ist mit einer halbrunden Altar-Apsis im Osten, einer zentralen großen spitz zulaufenden Kuppel, die sich über dem quadratischen Tambour, in der Mitte des Naos über der Kreuzung der Seitenarme der Kirche erhebt, und einem großen Narthex mitsamt einem hohen Kirchturm, den ebenfalls eine spitz zulaufende Kuppel krönt, im Westen, erbaut worden.
Der Haupteingang mit säulengestützten Eingangsportal, der Kirche befindet sich an der Westfassade. Über dem Haupteingang im Westen befindet sich ein Patronats-Mosaik der Hl. Petka. An der Nord- und Südfassade der Kirche befinden sich, jeweils ein Nebeneingang.
Im Kircheninnenraum steht eine im byzantinischen Stil geschnitzte, reich mit dekorativen Motivschnitzereien verzierte, mehrtürige und mehrgeschoßige hölzerne Ikonostase mit in byzantinischer Manier gemalten Ikonen. Auch sind die Kirchenwände mit hochwertigen byzantinischen Fresken auf blauem Grund bemalt.
Im Kircheninnenraum befinden sich zudem, der Gottesmutter- und Bischofsthron, ein Holzkreuz, ein großer Kronleuchter, Chorgestühl, ein Chorständer und im westlichen Kirchenschiff erhebt sich der Chorbalkon.